# Château-Chinon (Campagne)
Château-Chinon (Campagne), hay Château-Chinon-Campagne là một xã của tỉnh Nièvre, thuộc vùng Bourgogne-Franche-Comté, miền trung nước Pháp.

## Dân số
Theo điều tra dân số 1999 có dân số là 683. Vào ngày 1 tháng 1 năm 2006, dân số ước tính là 627 người.